# 特拉维夫艺术博物馆

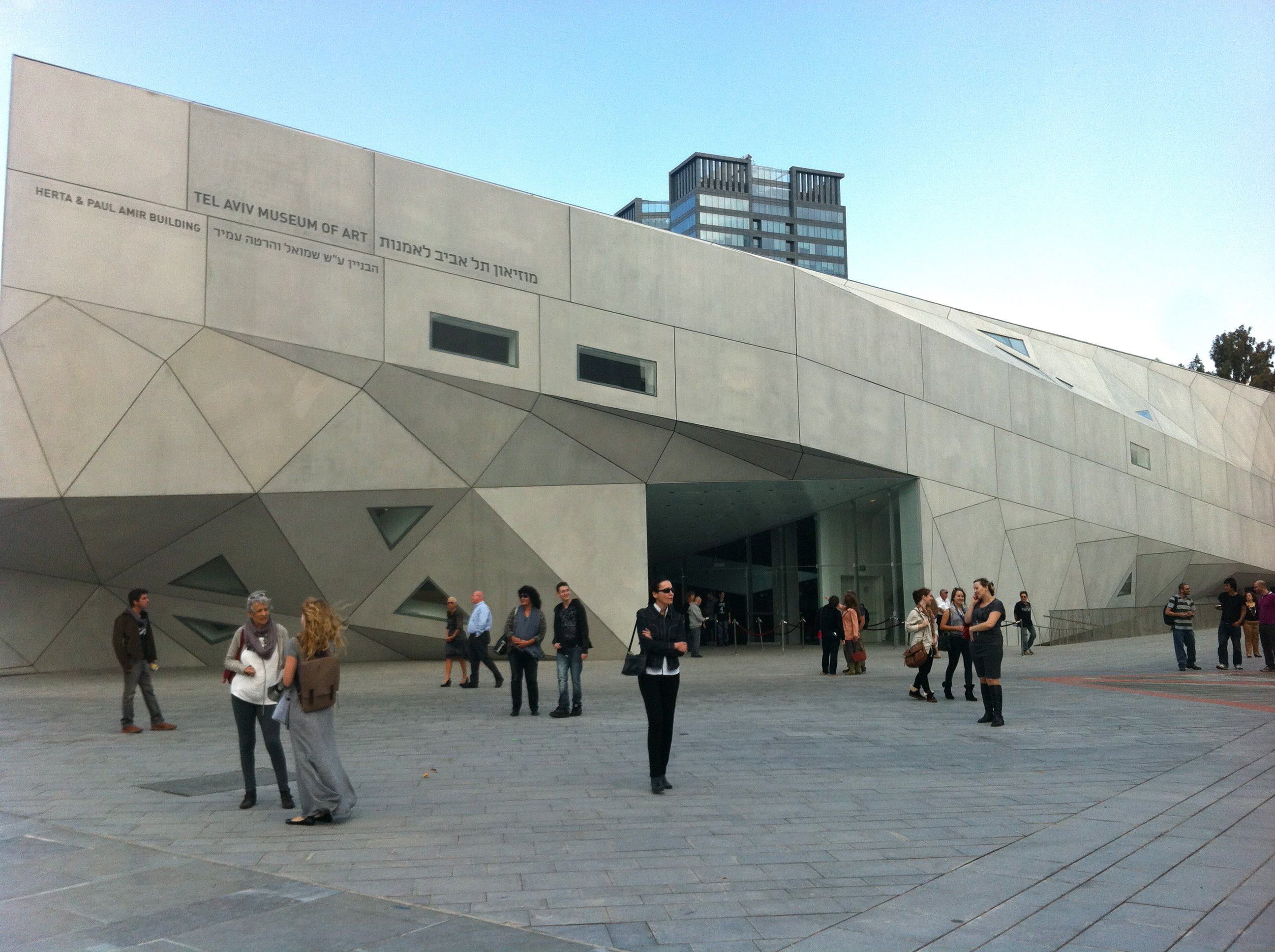
赫塔的保罗阿米尔大厦

特拉维夫艺术博物馆（希伯來語：‎ Muze'on Tel Aviv Lamanut）是一个艺术博物馆，位于以色列特拉维夫，1932年在特拉维夫第一任市长梅厄·迪岑哥夫的家中成立。

## 历史
该博物馆的永久收藏代表了20世纪上半叶著名艺术家和这一时期的现代艺术：野兽派、德国表现主义、立体主义、未来主义、俄国建构主义、风格派运动和超现实主义,法国艺术，从印象派和后印象派到毕加索的重要作品，以及米罗的超现实主义作品。
1989年，美国波普艺术家罗伊·利希滕斯坦创建一个巨大的双面板墙，挂在特拉维夫艺术博物馆入口。
2011年11月，博物馆西侧的赫塔和保罗·阿米尔大厦开业。它设有以色列建筑档案馆，和新的摄影和视觉艺术部分。新楼由建筑师普雷斯顿·斯科特·科恩设计。